# Rakuzauka
Rakuzauka (biał. Ракузаўка; ros. Ракузовка) – wieś na Białorusi, w obwodzie mohylewskim, w rejonie mohylewskim, w sielsowiecie Bujniczy.